# Sidi Okba
Sidi Okba là một đô thị thuộc tỉnh Biskra, Algérie. Dân số thời điểm năm 2002 là 26.139 người.